# Доходный дом Волкенштейна
Доходный дом Л. Ф. Волкенштейна  — здание расположено на углу улицы Станиславского и Газетного переулка в г. Ростове-на-Дону. Памятник архитектуры регионального значения.

## История и описание

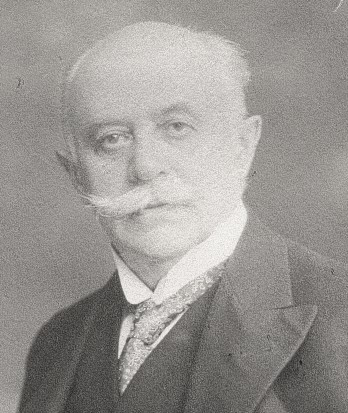
Л. Ф. Волкенштейн (начало XX века)

Со стороны переулка Газетного на доме можно увидеть геральдический щит, говорящий о его прежнем хозяине. Лев Филиппович (Исаак-Лейб Фишелевич) Волькенштейн (1858—1935) — популярный ростовский адвокат, любитель театра и автор водевилей, как и его брат — директор «Общества подъездных и железнодорожных путей в России», присяжный поверенный Михаил Филиппович (Моисей Фишелевич или Фалькович) Волькенштейн (1859—1934), — был гимназическим товарищем А. П. Чехова, а также дядей публицистов Ф. А. Волькенштейна и О. А. Волькенштейн, поэта В. М. Волькенштейна, художника М. В. Добужинского и бухгалтера О. И. Волькенштейн.
Связывало двух таганрогских гимназистов и общее увлечение — театр. Один из них стал драматургом, другой, в 1890 годы известный в Ростове присяжный поверенный, вместе с предпринимателем Файном стал совладельцем самого большого в городе Асмоловского театра.
Запись из дневника Чехова в конце августа 1894 года:
|  | Из Таганрога выехал 24 августа. В Ростове ужинал с товарищем по гимназии Львом Волкенштейном, уже имеющим собственный дом и дачу в Кисловодске.' |

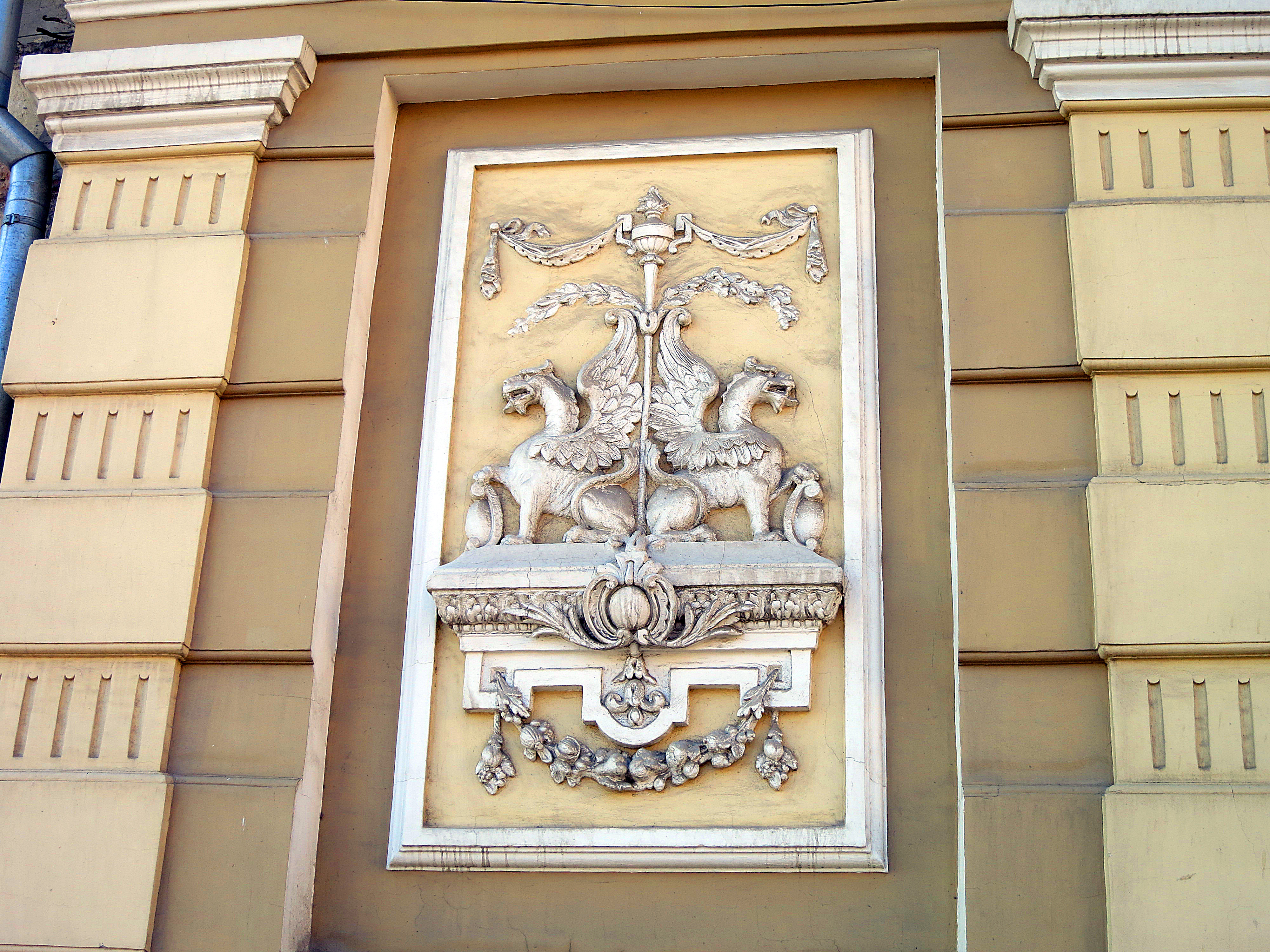
Доходный дом Л.Ф. Волкенштейн. Геральдический щит со львами

Собственный дом, о котором упоминает Чехов, — это и есть дом Волкенштейна на углу Старопочтовой улицы (ныне – Станиславского) и нынешнего Газетного (а тогда – Казанского) переулка. Тогда здание было одноэтажным (приобретено Волкенштейном в 1890 году). После основательного ремонта его украсил классический декор. А на восточной стене появился лепной геральдический щит со львами. Лев Филиппович  Волкенштейн проживал в доме с женой Софьей Ефремовной (?—1940), двумя дочерями (Алисой и Ольгой) и малолетним сыном (впоследствии парижским адвокатом Юрием Волькенштейном, 1892—?).
В 1930 годы здание было достроено двумя этажами. С августа 1943 года его занимало Азово-Донское пароходство, а затем здание вновь стало жилым.
Жильцы дома слышали от своих соседей, проживавших в доме еще в довоенное время, что Антон Павлович Чехов наносил визит в этот дом. Правда, о судьбе хозяина дома им ничего известно не было. Ответ на этот вопрос содержится в книге «Незабытые могилы. Российское зарубежье. 1917-1997 годы». В первом томе указывается, что Лев Филиппович  Волкенштейн умер в Париже 20 мая 1935 года. Находясь в эмиграции, он сотрудничал с журналом «Иллюстрированная Россия», на страницах которого и были опубликованы его воспоминания о Чехове. Портрет присяжного поверенного Льва Волкенштейна удалось обнаружить в номере газеты «Приазовский край», посвященном 25-летию газеты. Лев Филиппович  числился юристом редакции.